# Witbandzandoog
De witbandzandoog  (Brintesia circe) is een dagvlinder uit de onderfamilie Satyrinae, bestaande uit de zandoogjes en erebia's.

## Kenmerken
Met een spanwijdte tussen de 68 en 82 millimeter is het een van de grootste dagvlinders van Europa.

## Verspreiding en leefgebied
In Nederland en België komt de witbandzandoog niet meer voor. In Centraal- en Zuid-Europa, Klein-Azië en de Kaukasus is de vlinder niet bedreigd. Per jaar vliegt één generatie van juni tot in september.

## Waardplanten
Waardplanten komen uit de grassenfamilie, voorbeelden zijn raaigras, dravik, Anthoxanthum, Sesleria en Festuca. De witbandzandoog leeft op droog grasland in open bosgebied.